# شوسيه موراي
شوسيه موراي (村井秀清 موراي شوسيه) هو ملحن وعازف بيانو ياباني ولد في 1965.

## أعماله في الأنمي

### مسلسلات أنمي تلفزيونية
- طريق السلام
- الملعقة الفضية
- تيرافورمارز
- سوتن كورو
- موريو نو هاكو

### أوفا أنمي
- سوبرنتشرل ذي أنيميشن (بالتعاون مع مارك إيشيكاوا)

### أفلام أنمي
- ماي ماي ميراكل (بالتعاون مع ميناكو "موكي" أوباتا)
- الأكاديمية المستهدفة

## وصلات خارجية
- شوسيه موراي على موقع ميوزك برينز (الإنجليزية)
- صفحة IMDb